# Veyo, Utah
Veyo, Utah (енгл. Veyo) насељено је место без административног статуса у америчкој савезној држави Јута.

## Демографија
По попису из 2010. године број становника је 483.
| Група             | 2000.    | 2010.       |
| Белци             | 0 (0,0%) | 441 (91,3%) |
| Афроамериканци    | 0 (0,0%) | 0 (0,0%)    |
| Азијати           | 0 (0,0%) | 2 (0,4%)    |
| Хиспаноамериканци | 0 (0,0%) | 25 (5,2%)   |
| Укупно            | 0        | 483         |